# Аріана Вашингтон
Аріана Вашингтон (англ. Ariana Washington) — американська легкоатлетка, спринтерка, чемпіонка світу в естафеті.
Золоту медаль чемпіонки світу Вашингтон отримала на Лондонському чемпіонаті 2017 року в складі збірної США в естафеті 4 х 100 метрів. Вона бігла в півфіналі, але в фіналі її замінила Торі Бові. 